# هوغو روبيو
هوغو روبيو (بالإسبانية: Hugo Rubio)‏ (5 يوليو 1960 بتالكا في تشيلي - ) هو وكيل رياضي ولاعب كرة قدم تشيلي في مركز الهجوم. شارك مع منتخب تشيلي لكرة القدم. أما مع النوادي، فقد لعب مع كولو-كولو ونادي بولونيا ونادي سانت غالن ونادي مالقا ويونيون إسبانيولا وسي دي مالقا ونادي كوبريلوا ورينجرز دي تالكا.

## وصلات خارجية
- هوغو روبيو على موقع الاتحاد الأوربي (الإنجليزية)
- هوغو روبيو على موقع قاعدة بيانات كرة القدم.إي يو (الإنجليزية)
- هوغو روبيو على موقع ناشيونال فوتبول تيمز (الإنجليزية)
- هوغو روبيو على موقع عالم كرة القدم.نت (الإنجليزية)